# North Marden
North Marden – wieś w Anglii, w hrabstwie West Sussex, w dystrykcie Chichester. Leży 13 km na północny zachód od miasta Chichester i 81 km na południowy zachód od Londynu.